# Barnsley

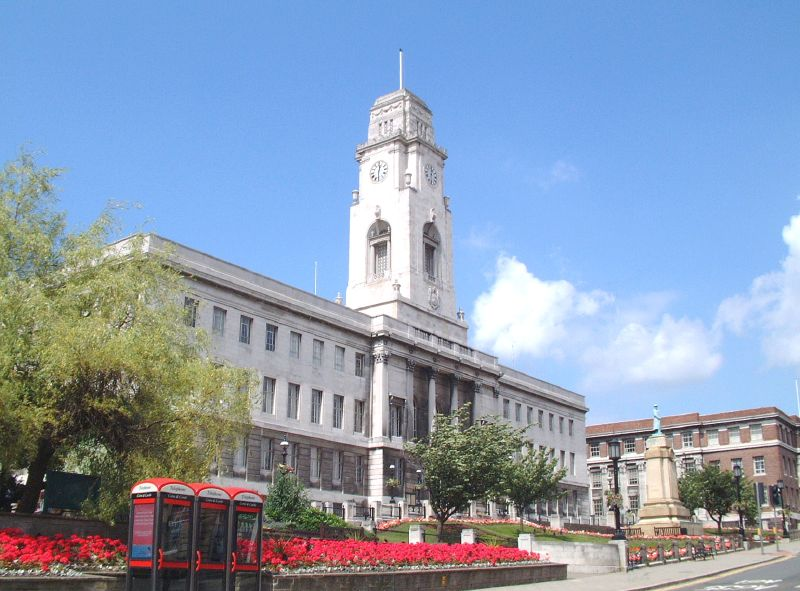
Inaugurado em 14 de dezembro de 1933, Barnsley Town Hall é a sede do Distrito Metropolitano de Barnsley

Barnsley é uma cidade inglesa, localizada no condado de South Yorkshire. Possui segundo estimativas de 2010, cerca de 81 mil habitantes.
A cidade de Barnsley encontra-se próximo do Rio Dearne, está a 19 km da cidade de Sheffield e à 27 km ao sul de Leeds e fica a 23 km a oeste de Doncaster. Históricamente, Barnsley é conhecido como uma cidade industrial, centrada na exploração de carvão mineral e na  indústria videira, embora essas indústrias tenham entrando em decadência do século XX, a cultura da cidade ficou enraizada em sua herança industrial.
No futebol, a cidade se destaca por ser a sede do Barnsley Football Club, que disputa a EFL Championship, equivalente à segunda divisão do futebol inglês.